# Grafheuvels van Jelling
De grafheuvels van Jelling liggen nabij de Deense plaats Jelling. Tijdens de tiende eeuw was Jelling een koninklijke verblijfplaats, onder andere van koning Gorm de Oude en zijn vrouw Thyre. De twee grafheuvels werden aangelegd door Gorms zoon Harald I van Denemarken. De grafheuvels staan samen met de runenstenen en de kerk van Jelling sinds 1994 op de Werelderfgoedlijst van de UNESCO. In het museum Kongernes Jelling wordt meer uitleg hierover gegeven.
Er zijn twee grafheuvels in Jelling, die hun oorspronkelijke vorm hebben behouden. Ze zijn vergelijkbaar qua grootte, vorm en constructie, hebben een afgeplatte top en zijn opgebouwd uit verschillende lagen graszoden.
De noordelijke heuvel is de Grafheuvel van Thyre. De grafheuvel is 8,5 meter hoog en 65 meter lang en is de grootste grafheuvel in Denemarken. Hij is aangelegd door Harald I van Denemarken als een monument voor zijn vader en moeder, koning Gorm de Oude en koningin Thyre. De heuvel is gebouwd over een grote grafkamer uit eikenhout en nam de plaats in van een vroegere, kleinere grafheuvel uit de bronstijd, die zo'n 2000 jaar ouder is. Gorm werd na zijn dood begraven in de noordelijke grafheuvel, waar waarschijnlijk ook zijn vrouw lag. Het stoffelijk overschot van Gorm werd later door Harald naar een houten kerk, die hij had laten optrekken, overgebracht.
De zuidelijke heuvel is de Grafheuvel van Gorm. Deze is 80 meter lang en 11 meter hoog. Ook deze heuvel is aangelegd onder Harald I van Denemarken, omstreeks 970, enkele jaren na de noordelijke heuvel. De bouw zou gelijktijdig kunnen geweest zijn met de grote palissade die om het complex heen stond, en waarvan de eerste resten in 2006 zijn teruggevonden. In de zuidelijke heuvel is echter geen grafkamer aanwezig.
Al in 1861 wist men dat er zich grote stenen bevonden in de zuidelijke heuvel, maar het was pas in 1941 dat men uitgebreide opgravingen verrichtte en ontdekte dat deze stenen in twee rijen stonden. Dit werd door Ejnar Dyggve, de leider van de opgravingen, geïnterpreteerd als de twee zijden van een groot driehoekig heilig gebied. Niet iedereen volgde deze interpretatie echter. Een kleine opgraving aan de zuidkant van de zuidelijke heuvel in 1992 bracht aan het licht dat de twee zijdes licht gebogen waren en dat de stenen waarschijnlijk deel uitmaakten van een stenen schip, een idee dat eerder al was geopperd. Verdere opgravingen in 2006 en 2007 ten noorden van de noordelijke heuvel bevestigden deze veronderstelling, maar brachten ook aan het licht dat het stenen schip groter was dan eerst gedacht.
De grafheuvels liggen aan de toeristische vikingroute 'The Rise and Fall of the Vikings'.

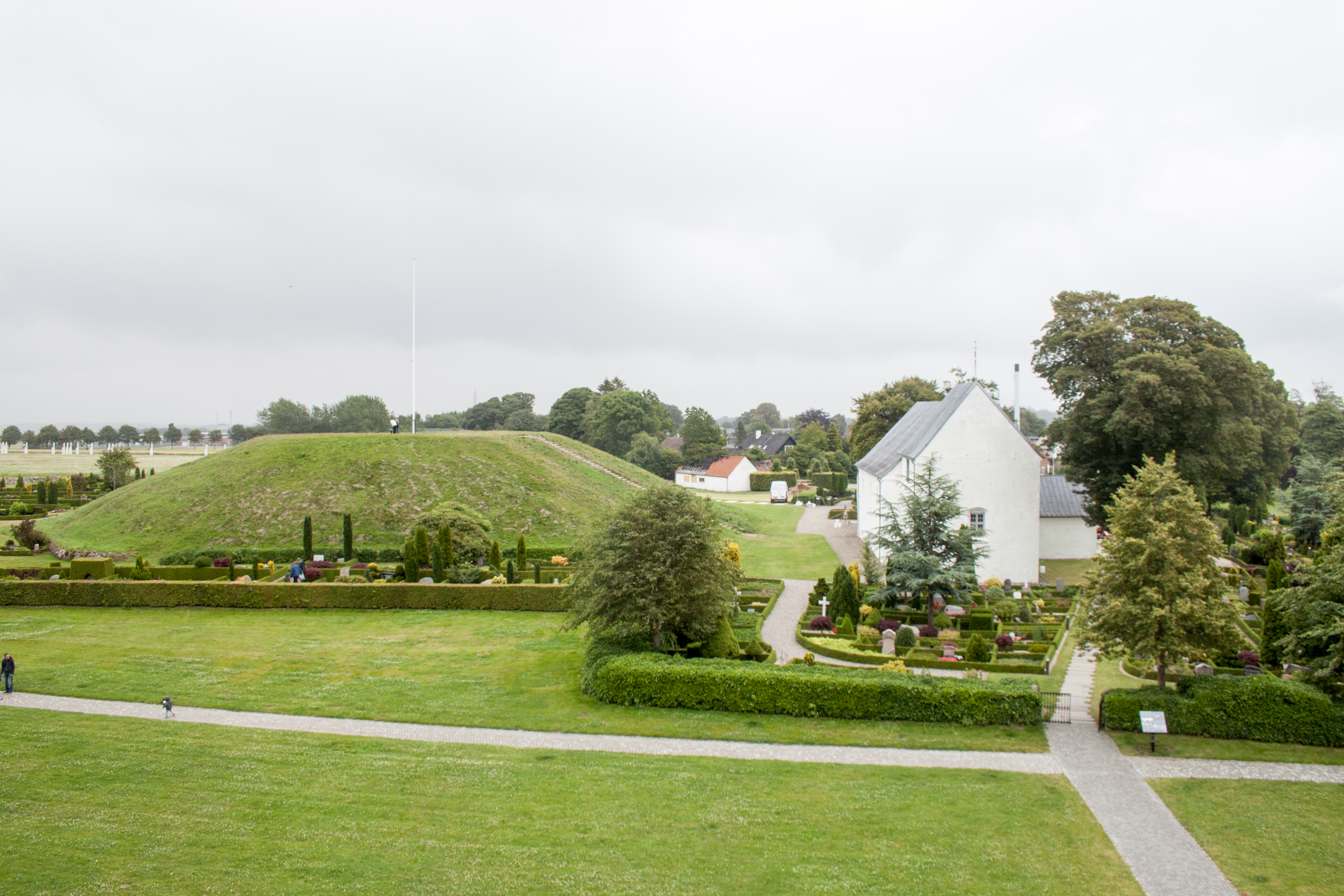
De noordelijke grafheuvel en de kerk (juli 2015)
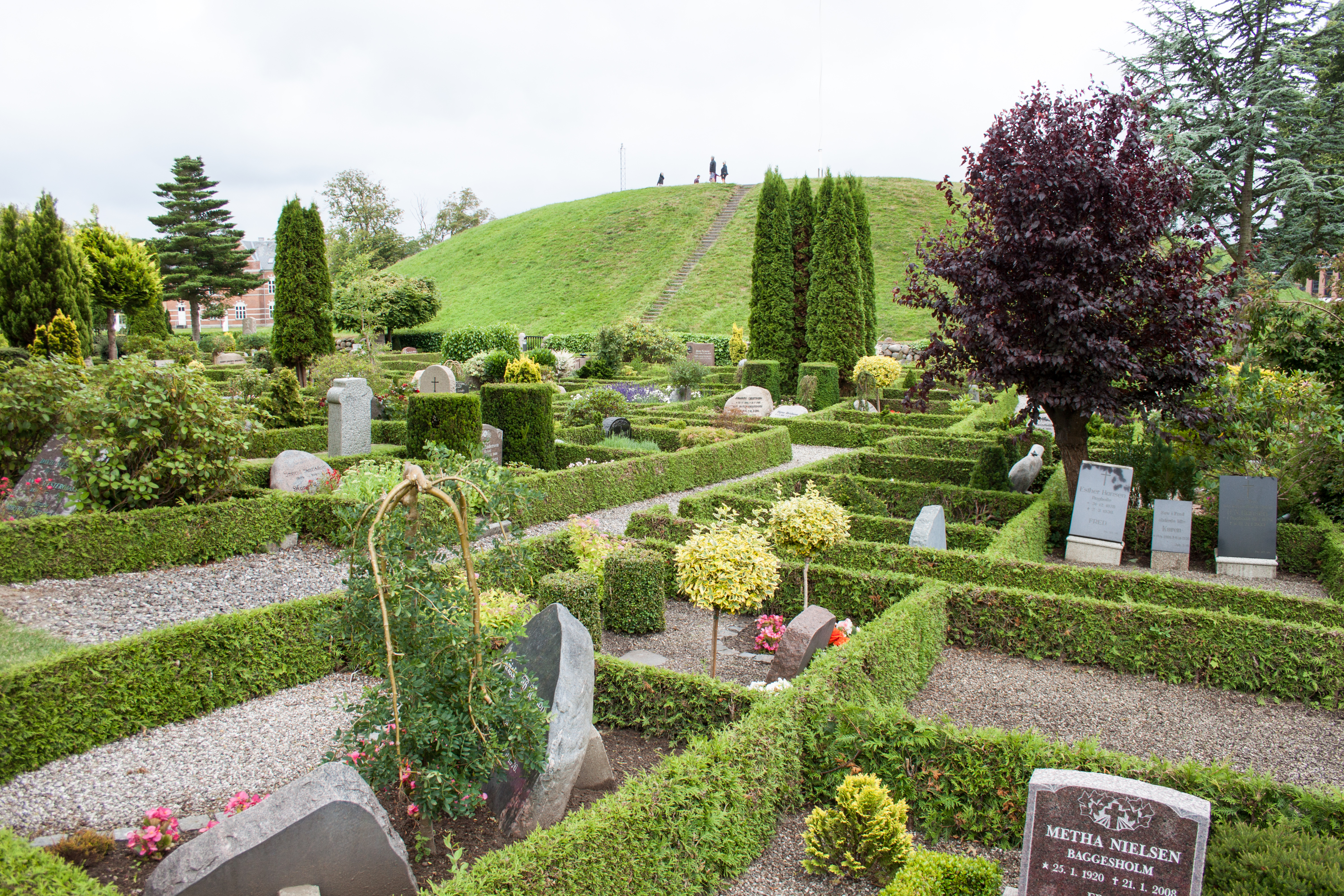
Het kerkhof en de zuidelijke grafheuvel (juli 2015)
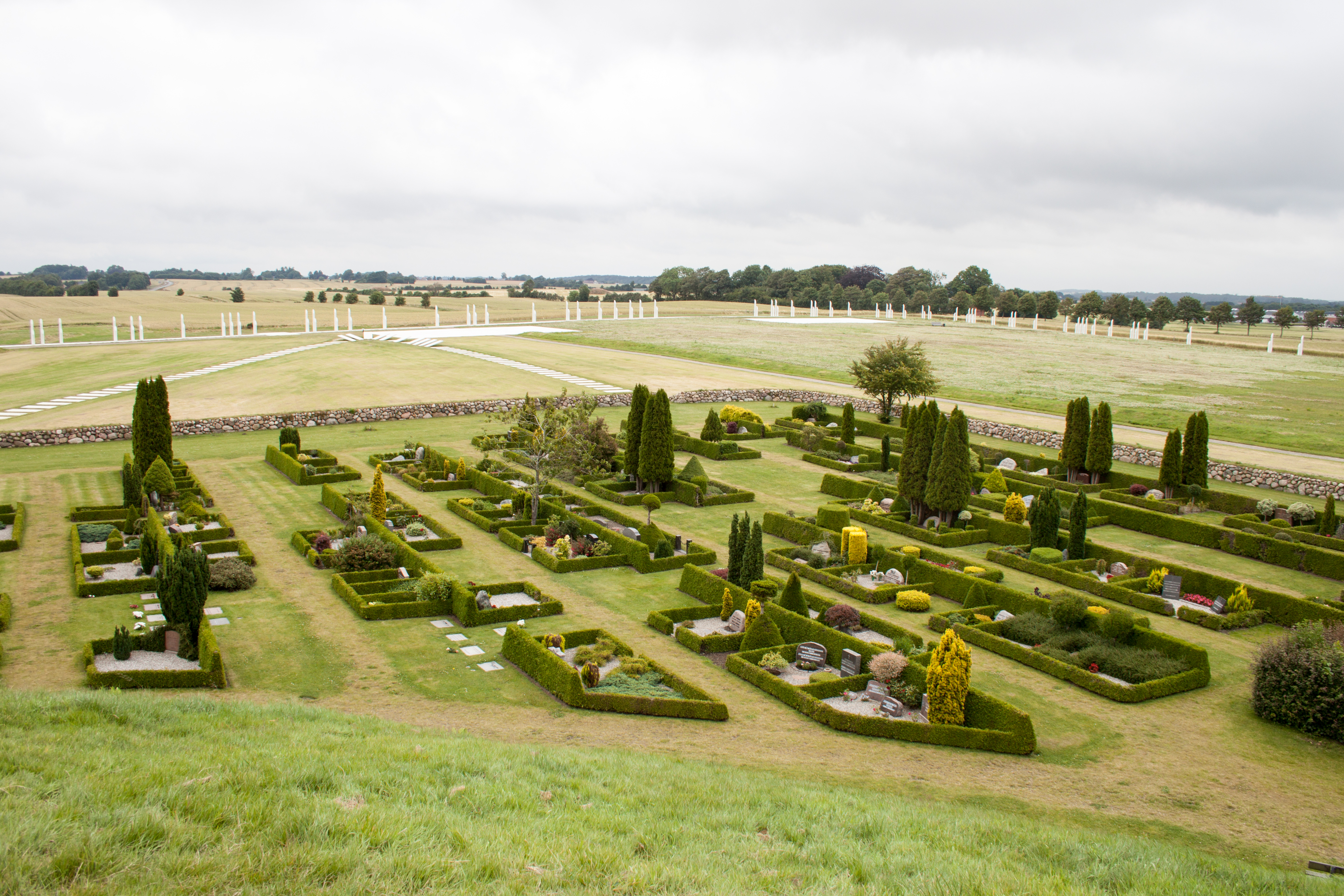
Uitzicht vanaf de noordelijke grafheuvel
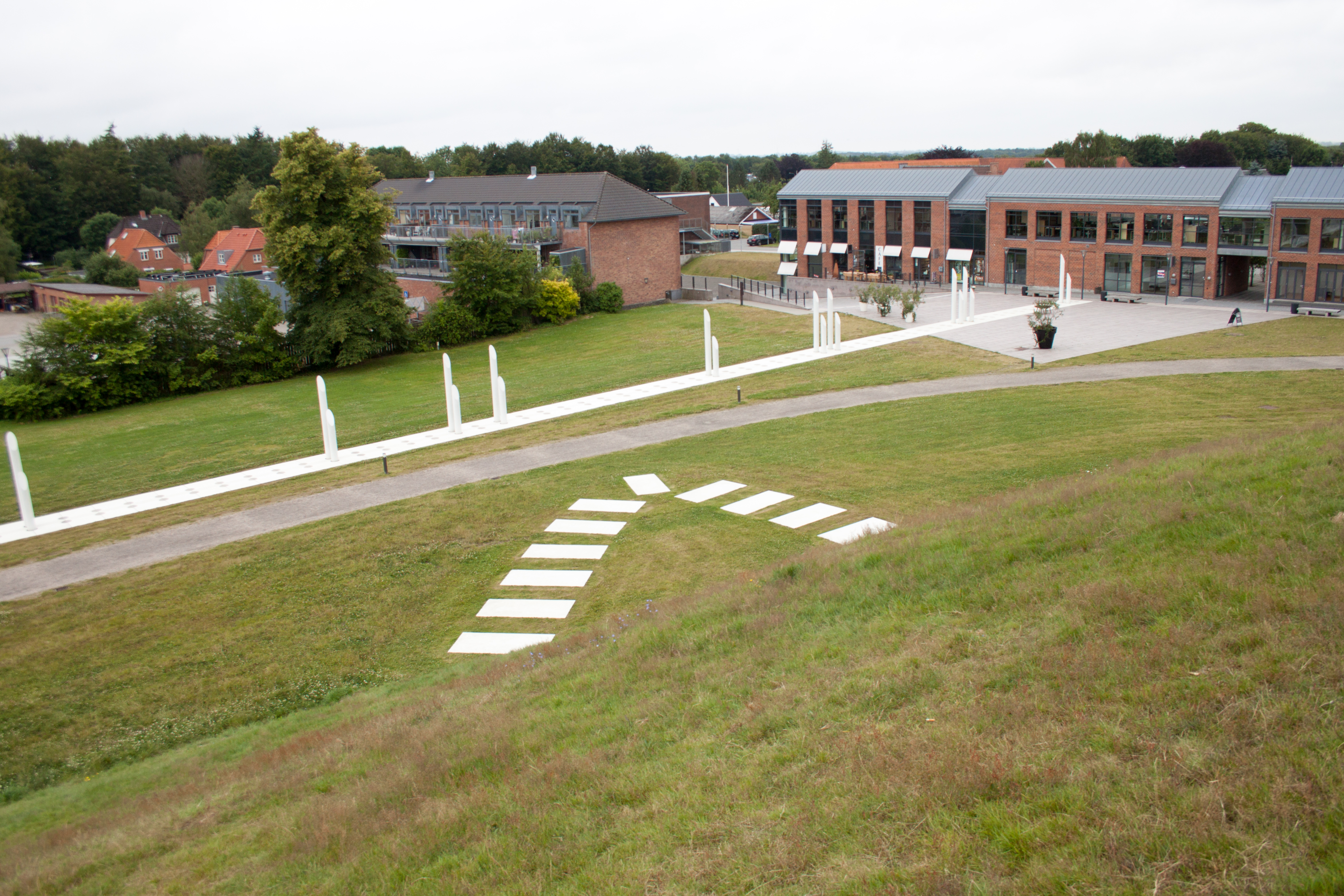
Uitzicht vanaf de zuidelijke grafheuvel

 Denemarken: Grafheuvels, runenstenen en kerk van Jelling · Kathedraal van Roskilde · Kasteel Kronborg · Waddenzee · Stevns Klint · Moravische kerknederzetting Christiansfeld · Par force-jachtlandschap in Noord-Seeland · Ringwalburchten uit de Vikingtijd · Møns Klint

 Groenland: IJsfjord van Ilulissat · Kujataa: Noordse en Inuitlandbouw aan de rand van de ijskap · Inuit-jachtgebieden van Aasivissuit-Nipisat